# Tybetańczyk
Tybetańczyk (Urocynchramus pylzowi) – gatunek ptaka z rodziny tybetańczyków (Urocynchramidae), której jest jedynym przedstawicielem. Endemit Chin. Nie jest zagrożony wyginięciem.

## Systematyka
Po raz pierwszy gatunek opisał Nikołaj Przewalski w dziele Монголия и страна тангутовъ w 1876; przydzielił mu nazwę Urocynchramus pylzowi. Takson czasami zaliczany do rodziny trznadlowatych (Emberizidae) lub łuszczaków (Fringillidae). Jednak badania filogenetyczne i systematyczne wykluczyły przynależność U. pylzowi do tych rodzin. Takson monotypowy, nie wyróżnia się podgatunków.

## Występowanie
U. pylzowi występuje endemicznie na terenie środkowych i południowych Chin w prowincjach Qinghai, Gansu i Syczuan oraz w Tybetańskim Regionie Autonomicznym. 

## Morfologia
Mały ptak o długim ogonie; ptak mierzy około 17,2–17,7 cm długości, ogon – 80–90 mm w przypadku okazów odłowionych przez Nikołaja Przewalskiego. Długość dzioba wynosi blisko 10 mm, złożonego skrzydła – 69–86 mm. Niepełna formuła skrzydłowa: 4=5=6, 3>7. Występuje dymorfizm płciowy. Samce mają jasnoróżowe upierzenie na gardle, piersi i brzuchu. Samice ubarwione podobnie do samic wróbla zwyczajnego. U obu płci występują brązowe smugi na plecach i skrzydłach. 

## Ekologia
Ekologia tego gatunku jest słabo poznana. Ptak ten żyje na wysokości pomiędzy 3050 a 5000 metrów, zwykle w parach w sezonie lęgowym oraz w małych stadach w okresie zimowym. Głos podobny do potrzosa zwyczajnego (Emberiza schoeniclus). 

## Status i ochrona
W Czerwonej księdze gatunków zagrożonych Międzynarodowej Unii Ochrony Przyrody został zaliczony do kategorii LC (najmniejszej troski). Globalna wielkość populacji nie została ustalona, ale gatunek jest opisywany jako rzadki lub niezbyt częsty i bardzo słabo poznany. Ze względu na brak dowodów na spadki liczebności bądź istotne zagrożenia dla gatunku BirdLife International uznaje trend liczebności populacji za prawdopodobnie stabilny.